# Унгра (комуна)
Унгра (рум. Ungra) — комуна у повіті Брашов в Румунії. До складу комуни входять такі села (дані про населення за 2002 рік):
- Дейшоара (771 особа)
- Унгра (1267 осіб) — адміністративний центр комуни

Комуна розташована на відстані 183 км на північ від Бухареста, 45 км на північний захід від Брашова.

## Населення
За даними перепису населення 2002 року у комуні проживали 2038 осіб.
Національний склад населення комуни:
| Національність | Кількість осіб | Відсоток |
| -------------- | -------------- | -------- |
| цигани         | 1080           | 53,0%    |
| румуни         | 880            | 43,2%    |
| угорці         | 46             | 2,3%     |
| німці          | 31             | 1,5%     |
| українці       | 1              | < 0,1%   |

Рідною мовою назвали:
| Мова       | Кількість осіб | Відсоток |
| ---------- | -------------- | -------- |
| румунська  | 1971           | 96,7%    |
| угорська   | 34             | 1,7%     |
| німецька   | 31             | 1,5%     |
| циганська  | 1              | < 0,1%   |
| українська | 1              | < 0,1%   |

Склад населення комуни за віросповіданням:
| Релігія                                       | Кількість осіб | Відсоток |
| --------------------------------------------- | -------------- | -------- |
| православні                                   | 1976           | 97,0%    |
| лютерани (Синодально-пресвітеріанська церква) | 22             | 1,1%     |
| римо-католики                                 | 19             | 0,9%     |
| реформати                                     | 7              | 0,3%     |
| греко-католики                                | 6              | 0,3%     |
| унітарії                                      | 4              | 0,2%     |
| лютерани (Аугсбурзького сповідання)           | 3              | 0,1%     |
| лютерани                                      | 1              | < 0,1%   |